# (74068) 1998 MJ4
(74068) 1998 MJ4 – planetoida z pasa głównego asteroid okrążająca Słońce w ciągu 3,48 lat w średniej odległości 2,3 j.a. Odkryta 22 czerwca 1998 roku.